# Vrais voisins, faux amis
Vrais voisins, faux amis ou Amitiés et Voisinage au Québec (Your Friends and Neighbors) est une série télévisée américaine créée par Jonathan Tropper,, mise en ligne depuis le 11 avril 2025 sur Apple TV+.

## Synopsis
Coop, un gestionnaire de fonds spéculatifs new-yorkais, traverse une période difficile après un récent divorce et la perte de son emploi. Déterminé à maintenir le niveau de vie confortable de sa famille, il entreprend de voler les résidents fortunés de sa banlieue chic…

## Distribution
Sauf indication contraire, les informations mentionnées dans cette section peuvent être confirmées par les bases de données cinématographiques IMDb et Allociné,  présentes dans la section « Liens externes ».

### Acteurs principaux
- Jon Hamm (VF : Constantin Pappas) : Andrew « Coop » Cooper
- Olivia Munn (VF : Olivia Nicosia) : Samantha « Sam » Levitt
- Amanda Peet (VF : Julie Dumas) : Mel Cooper
- Mark Tallman (VF : Jean-Michel Vaubien) : Nick Brandes
- Hoon Lee (VF : Stéphane Fourreau) : Barney Choi
- Lena Hall (VF : Christèle Billault) : Allison « Ali » Cooper
- Aimee Carrero (VF : Julie Wolff) : Elena Benavides
- Isabel Gravitt (VF : Mélissa Berard) : Tori Cooper
- Donovan Colan (VF : Jean-Stan Du Pac) : Hunter Cooper
- Eunice Bae : Grace Choi
- James Marsden (saison 2)

### Acteurs secondaires
- Sandrine Holt (VF : Anne Tilloy) : Rebecca Lin
- Corbin Bernsen (VF : Philippe Peythieu) : Jack Bailey
- Kitty Hawthorne (VF : Charlotte Hervieux) : Olivia « Liv » Cross
- Jordan Gelber (en) : Paul Levitt
- Ramin Karimloo : Bruce Emerson
- Robert Bagnell : Brad Sperling
- Sarah Thompson : Susie Emerson
- Jennifer Mudge (en) (VF : Cécile Arnaud) : Julie « Jules » Sperling
- Anna Osceola : Maggie Haber
- Rebecca Naomi Jones : Suzanne Haber
- Robert Eli : Peter Miller
- Stephanie Kurtzuba (en) : Diane Miller
- Dave Quay : Dom Resnick
- Daniel Dale (VF : Arnaud Laurent) : Jake Weston
- Heather Lind (VF : Maud Vincent) : Kat Resnick
- Miriam Silverman (en) (VF : Céline Mauge) : Gretchen Reagan
- Manu Narayan (en) : Hari Sahni
- Lizbeth MacKay (en) : Marley Cooper
- Matthew Rauch : Gordy Hughes
- Michael O'Keefe (VF : Éric Marchal) : Ron Cooper
- Randy Danson : Lu Varga

 Source et légende : version française (VF) sur RS Doublage

## Production
La série est renouvelée pour une deuxième saison,.

## Épisodes

### Saison 1 (2025)
La première saison débute le 11 avril 2025 avec la diffusion de deux épisodes, puis un nouvel épisode est diffusé chaque semaine jusqu'au 30 mai.
1. Voilà ce qui s'est passé (This Is What Happens)
2. À égalité (Deuce)
3. Herpès hypothétique (Theoretical Herpes)
4. De vrais dragons (Literal Dragons)
5. Le touriste a des couilles (This Tourist Has Balls)
6. Les choses qu'on perd (The Things You Lost Along the Way)
7. La première chose honnête (The First Honest Thing)
8. Quand sommes-nous devenus ces gens-là ? (When Did We Become These People?)
9. Symbolique et ironique à la fois (Everything Becomes Symbol and Irony)

### Saison 2 (2026)
Elle est prévue pour 2026.